# Château de Cafarlet
Le château du Cafarlet, ou château de Capharleth  (latin : Kaferlatum ; arabe : Kafr Lam), est une forteresse côtière de l'époque musulmane primitive, de type castrum romain, avant de devenir un château croisé. Il est situé sur les terres de l'ancien village arabe de Kafr Lam (en) et actuellement dans le moshav de HaBonim (en) dans l'actuel Israël. Le château était un fief de la seigneurie de Césarée, elle-même vassale du royaume de Jérusalem,  et est situé à environ 10 kilomètres au sud d'Antioche.

## Situation
Le château est situé près de HaBonim (en) sur la côte du Carmel, à environ un kilomètre de la mer. Comme le château de Merle, il sécurise la route côtière entre Haïfa et Césarée dans le royaume de Jérusalem. 

## Histoire
Le château primitif a été construit à la fin du XIe siècle pour servir de ribat contre les attaques de l'Empire byzantin.
Au Moyen Âge, il a été considérablement modifié et réutilisé par les croisés. C'est l'une des rares fortifications antiques subsistant en Israël à posséder des tours de guet rondes, ce qui indique que ses origines sont antérieures à l'époque des croisades. La plupart des fortifications antiques subsistant dans la région présentent des tours de guet rectangulaires, typiques du style répandu en Europe à cette période.
Après la bataille de Hattin en 1187, Cafarlet est probablement occupé par le sultan Saladin jusqu'à ce qu'elle soit reprise par les croisés lors de la troisième croisade.
En octobre 1213, Aymar de Lairon, seigneur de Césarée, met en gage le casal de Cafarlet, avec deux autres fiefs, en garantie d'une dette de 1 000 besants qu'il avait contracté avec les Hospitaliers.
En 1232, Jean Brisebarre, seigneur de Césarée, vend finalement le château à l'ordre de l'Hôpital pour la somme de 16 000 besants. Ce prix plus élevé s'explique probablement par l'agrandissement du château réalisé par ce seigneur après un raid en provenance de Damas sur ses terres en 1227.

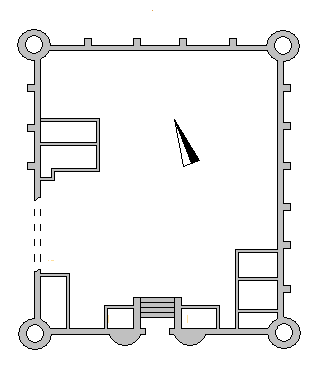
Plan d'étage du château de Cafarlet.

En 1255, les Hospitaliers transmettent le château aux Templiers.
En 1265, Cafarlet est conquis par les Mamelouks, mais est apparemment repris par les Croisés peu après, qui le gardent jusqu'en 1291, où le château tombe finalement aux mains des musulmans.